# فهرس فروع العلوم

## A
- Acarology – دراسة الكائنات الصغيرة (القراديات)
- Aceology –علم العلاج
- Acology – علم المواد الطبية
- Acoustics – علم الصوت
- Adenology – علم الغدد
- Aedoeology – علم الأعضاء التوليدية
- Aerobiology – دراسة الكائنات الحية المحمولة في الهواء
- Aerodonetics – علم الانزلاق
- Aerodynamics – علم حركة الغازات
- Aerolithology – علم النيازك
- Aerology – علم الغلاف الجوي
- Aeronautics – دراسة الملاحة في الهواء والفضاء
- Aerostatics – دراسة ضغط الهواء
- Agonistics – نظرية القتال للجائزة «طب»
- Agriology – علم مقارنة الشعوب البدائية
- Agrobiology – علم التغذية النباتية وظروف التربة
- Agrology – دراسة التربة الزراعية
- Agronomics –دراسة إنتاج الأرض
- Agrostology – علم الأعشاب
- Alethiology – دراسة الحقيقة
- Algedonics – علم السعادة والألم
- Algology – علم الألم
- Anaesthesiology – دراسة التخدير
- Anaglyptics –فن النحت الغائر
- Anagraphy – فن كتابة الكاتالوج
- Anatomy – دراسة بنية الجسد
- Andragogy – نظرية تعليم الكبار
- Anemology – دراسة الرياح.
- Angiology – دراسة تدفق الدم ونظام اللمف
- Anthropobiology – علم الإنسان الحيوي
- Anthropology – دراسة الحضارات البشرية
- Aphnology – علم الثروة
- Apiology – علم النحل
- Arachnology – دراسة العناكب
- Archaeology – علم الآثار
- Archelogy – علم المبادئ الأولى
- Archology – دراسة أعضاء الحكومة
- Arctophily – دراسة الدمى
- Areology – دراسة المريخ
- Aretaics – علم الفضيلة
- Aristology – علم الطعام
- Arthrology – دراسة المفاصل
- Astacology – علم الجراد
- Astheniology – دراسة أمراض الضعف والشيخوخة
- Astrogeology – دراسة طبقات الأرض خارج كوكب الأرض
- Astrometeorology – دراسة تأثير النجوم على الطقس
- Astronomy – علم الفلك
- Astrophysics – الفيزياء الفلكية
- Astroseismology – علم دراسة تذبذب النجوم
- Atmology –علم بخار الماء
- Audiology – علم الصوت
- Autecology – علم البيئة التجمعي
- Autology – دراسة ترابط الكلمة بمعناها
- Auxology – علم النمو
- Avionics – sعلم الأجهزة الإلكترونية للطائرات (إلكترونيات الطيران)
- Axiology – علم القيم (إكسيولوجيا)

## B
- Bacteriology – دراسة البكتيريا
- Balneology – علم الحمامات العلاجية
- Barodynamics – علم ميكانيكا الجسور
- Barology – علم الجاذبية
- Batology –علم العليق
- Bibliology – دراسة الكتب
- Bibliotics – دراسة الوثائق لتحديد الأصالة
- Bioecology – علم البيئة
- Biology – علم الأحياء
- Biochemistry – دراسة العمليات الكيميائية داخل الكائنات الحية
- Biometrics – دراسة المقياس الحيوي
- Bionomics – علم علاقة الكائنات بالبيئة
- Botany – علم النبات
- Bromatology – علم الطعام
- Bryology – علم النباتات اللاوعائية

## C
- Cacogenics – دراسة الأخطاء في الكائنات (تردي السلالة)
- Caliology – دراسة أعشاش الطيور
- Calorifics – دراسة الحرارة (مولدات حرارية)
- Cambistry – علم التبادل الدولي
- Campanology – فن رن الأجراس
- Carcinology – دراسة السرطانات والقشريات
- Cardiology – علم القلب (طب القلب)
- Caricology – دراسة النبات السعدية
- Carpology – علم الفواكه
- Cartography – علم صناعة الخرائط
- Cartophily – هواية تجميع علب الدخان
- Castrametation – فن تصميم المخيمات
- Catacoustics – علم صداء الصوت
- Catalactics – sعلم التبادل التجاري
- Catechectics – فن التدريس عبر السؤال
- Cetology – علم الحيتان والدلافين
- Chalcography – فن النحت على النحاس
- Chalcotriptics – فن صقل النحاس
- Chaology – دراسة نظرية الفوضى
- Characterology – دراسة تطورات الشخصيات
- Chemistry – علم الكيمياء
- Chirocosmetics – فن تجميل اليدين
- Chirography – فن الكتابة والخط
- Chirology – قراءة الكف
- Chiropody – طب الأقدام
- Chorology – علم الوصف الجغرافي
- Chrematistics – علم الاقتصاد السياسي
- Chronobiology – علم الأحياء الزمني
- Chrysology – دراسة المعادن الثمينة
- Ciselure – فن استخراج المعادن
- Climatology – علم المناخ
- Clinology – دراسة الشيخوخة
- Codicology – علم المخطوطات
- Coleopterology – دراسة الخنفساء والسوس
- Cometology – دراسة المذنبات
- Conchology – علم الأصداف
- Coprology –علم الأفلام الإباحية
- Cosmetology – علم مستحضرات التجميل
- Cosmology – علم الكونيات
- Craniology – علم فراسة الدماغ
- Criminology – علم الجريمة والمجرمين
- Cryobiology – علم الأحياء البردي
- Cryptology – علم التعمية
- Cryptozoology – علم دراسة الكائنات الخفية
- Ctetology – دراسة وراثة الصفات المكتسبة
- Cynology – علم الكلاب
- Cytology – علم الخلايا الحية

## D
- Dactyliology – علم صناعة الخواتم
- Dactylography – علم البصمات
- Dactylology – دراسة لغة الإشارة
- Deltiology – دراسة البطاقات المصورة
- Demography – علم التركيبة السكانية
- Demology – دراسة السلوك الإنساني
- Demonology – دراسة الشياطين
- Dendrochronology – دراسة حلقات الأشجار
- Dendrology – دراسة الأشجار
- Deontology – علم الأخلاق
- Dermatoglyphics – دراسة أنماط الجلد
- Dermatology – طب الجلد
- Desmology – دراسة الأربطة
- Diabology – دراسة الشياطين
- Diagraphics – فن صناعة الرسوم البيانية
- Dialectology – علم اللهجات
- Dioptrics – دراسة انكسار الضوء
- Diplomatics – علم الوثائق
- Diplomatology – دراسة الدبلماسيين
- Docimology –فن الفحص
- Dosiology – دراسة الجرعات
- Dramaturgy – فن المسرح
- Dysgenics – دراسة الانحطاط العنصري
- Dysteleology – دراسة الأعضاء التي لا معنى لها

## E
- Ecclesiology – علم الكنيسة
- Eccrinology – دراسة الغدد العرقية
- Ecology –علم البيئة
- Economics – علم الاقتصاد
- Edaphology – علم تأثير التربة
- Egyptology – علم المصريات
- Ekistics – علم العمران «اجتماع»
- Electrochemistry – علم الكيمياء الكهربائية
- Electrology – علم الكهرباء
- Electrostatics – علم الكهرباء الساكنة
- Embryology – علم الأجنة
- Emetology – دراسة التقيؤ
- Emmenology – دراسة الحيض
- Endemiology – دراسة الأمراض المحلية
- Endocrinology – علم الغدد الصم
- Enigmatology – دراسة الأحجيات
- Entomology – علم الحشرات
- Entozoology – دراسة الطفيليات
- Enzymology – علم الإنزيم
- Ephebiatrics – طب المراهقين
- Epidemiology – دراسة انتشار الأمراض
- Epileptology – دراسة الصرع
- Epistemology – نظرية المعرفة
- Eremology – دراسة الصحاري
- Ergology – دراسة آثار العمل على البشر
- Ergonomics – علم تنظيم الشغل
- Escapology – دراسة تحرير الذات من القيوم
- Eschatology – علم الأخرويات
- Ethnogeny – دراسة الأعراق والأجناس
- Ethnology – علم الأعراق البشرية
- Ethnomethodology – دراسة التواصل اليومي
- Ethnomusicology – دراسة النظم الموسيقية المقارنة
- Ethology – علم سلوك الحيوان
- Ethonomics – دراسة المبادئ
- Etiology – علم أسباب الأمراض
- Etymology – علم أصول الكلمات
- Euthenics – علم الرفاهية
- Exobiology – علم الأحياء الفلكي

## F
- Floristry – فن زراعة وبيع الزهور
- Fluviology – دراسة المجاري المائية
- Folkloristics – دراسة العادات والتقاليد والخرافات
- Futurology – علم المسقبل

## G
- Garbology – دراسة القمامة
- Gastroenterology – طب الجهاز الهضمي
- Gastronomy – علم الفندقة
- Gemmology – علم الأحجار الكريمة
- Genealogy – علم الأنساب
- Genesiology –دراسة الإستنساخ
- Genethlialogy – علم التنجيم
- Geochemistry – علم كيمياء الأرض
- Geochronology –علم الزمن الأرضي
- Geogeny – علم القشرة الأرضية
- Geogony – علم تشكل الأرض
- Geography – علم الجغرافيا
- Geology – علم الأرض
- Geomorphogeny – دراسة أصول التضاريس
- Geoponics – علم الزرعة
- Geotechnics – ميكانيك التربة
- Geratology – علم الشيخوخة
- Gerocomy – دراسة الكبار بالعمر
- Gerontology – دراسة التقدم بالعمر
- Gigantology – دراسة العمالقة
- Glaciology – علم الجليد
- Glossology – علم اللغويات
- Glyptography – فن النقش على الأحجار الكريمة
- Glyptology – دراسة النقوش على الأحجار الكريمة
- Gnomonics – علم المزولة
- Gnosiology –علم المعرفة
- Gnotobiology – دراسة الحياة بدون جراثيم
- Graminology – دراسة الأعشاب
- Grammatology – دراسة نظم الكتابة
- Graphemics – دراسة كتابة الخطابات
- Graphology – دراسة الخط
- Gromatics – علم المسح
- Gynaecology – دراسة فلسفة المرأة
- Gyrostatics – دراسة الهيئات الدوارة

## H
- Haemataulics – دراسة حركة الدم في الأوعية الدموية
- Hagiology – سيرة حياة القديسين
- Halieutics – دراسة صيد الأسماك
- Hamartiology – علم الخطيئة
- Harmonics – علم التوافق «فيزياء»
- Hedonics – علم اللذائذ
- Helcology – دراسة القرحات
- Heliology – علم الشمس
- Helioseismology – دراسة التذبذبات السطحية للشمس
- Helminthology – علم الديدان
- Hematology – علم الدم
- Heortology – دراسة اعياد الأديان
- Hepatology – طب الكبد
- Heraldry – علم شعارات النبالة
- Heresiology – علم الهرطقات
- Herpetology – علم الزواحف والبرمائيات
- Hierology – علم المقدسات
- Hippiatrics – دراسة امراض الخيول
- Hippology – علم الأحصنة
- Histology – علم الانسجة
- Histopathology – علم امراض الأنسجة
- Historiography – علم التأريخ
- Historiology – علم التاريخ
- Homiletics – فن الوعظ
- Hoplology – علم الأسلحة
- Horography – فن صناعة الساعات الشمسية
- Horology – علم البنكامات
- Horticulture – علم البستنة
- Hydrobiology – علم الأحياء المائية
- Hydrodynamics – علم جريان السوائل
- Hydrogeology – علم المياه الجوفية
- Hydrography – علم وصف المياه
- Hydrokinetics –دراسة حركة السوائل
- Hydrology – علم المياه
- Hydrometeorology – علم الأرصاد الجوية المائية
- Hydropathy – دراسة العلاج بالماء
- Hyetology – علم الأمطار
- Hygiastics –علم الصحة والنظافة
- Hygienics – علم النظافة
- Hygiology – علم مواد التنظيف
- Hygroscopy – دراسة الاسترطاب
- Hygrometry – علم الرطوبة
- Hymnography – علم الترتيل
- Hymnology – علم التراتيل
- Hypnology – علم النوم
- Hypsography – علم الارتفاعات

## I
- Iamatology – علم العلاج
- Iatrology – علم دراسة الطب
- Iatromathematics – علم الطب القديم المرتبط بالتنجيم
- Ichnography – علم تخطيط الأراضي
- Ichnology – علم آثار أقدام المتحجرات
- Ichthyology – علم الأسماك
- Iconography – علم رسم الرموز
- Iconology – علم الرموز
- Ideogeny – علم اصول الأفكار
- Ideology – علم العقائد الفكرية
- Idiomology – علم اللغات أو اللهجات
- Idiopsychology –علم النفس المرتبط بالعقل
- Immunogenetics – علم الوراثة المناعي
- Immunology – علم المناعة
- Immunopathology – علم المناعة الخاصة بالأمراض
- Insectology – علم الحشرات
- Irenology – علم السلام
- Iridology – دراسة القزحية

## K
- Kalology – فلسفة الجمال
- Karyology – علم النواة الخلوية
- Kinematics – علم الحركة المجردة
- Kinesics – دراسة لغة الجسد
- Kinesiology – علم حركات الجسم
- Kinetics – علم الحركة
- Koniology – علم الملوثات الجوية والغبار
- Ktenology – علم التجارب البشرية القاتلة
- Kymatology – ميكانيكا الموائع

## L
- Labeorphily – دراسة زجاجات البيرة
- Larithmics – دراسة الإحصاءات السكانية
- Laryngology – طب الحنجرة
- Lepidopterology – علم الفراشات والعث
- Leprology –دراسة الجذام
- Lexicology – علم المعاجم
- Lexigraphy – فن تفسير الكلمات
- Lichenology – دراسة الإشنيات
- Limacology –دراسة الرخويات
- Limnobiology – دراسة النظم البيئية للمياه العذبة
- Limnology – علم المسطحات المائية الداخلية
- Linguistics – علم اللغة
- Liturgiology – دراسة طقوس الكنيسة
- Loimology – دراسة الأوبئة
- Loxodromy – دراسة الإبحار على طول خط من خطوط البوصلة

## M
- Magirics – فن الطبخ
- Magnanerie – فن تربية دود القز
- Magnetics – دراسة المغانط
- Malacology – علم الرخويات
- Malariology – دراسة المرايا
- Mammalogy – علم الثديات
- Manège – فن الفروسية
- Mariology – علم المريمية
- Marine Biology– علم الأحياء البحرية
- Mastology – علم الأثداء
- Mathematics – الرياضيات
- Mazology – علم الثديات
- Mechanics – علم الآليات
- Meconology – دراسة الأفيون
- Melittology – علم النحل
- Mereology – علم الأجزاء
- Mesology – علم البيئة القديمة
- Metallogeny – دراسة أصول وأنواع الرواسب
- Metallography – دراسة قوانين المعادن
- Metallurgy – علم التعدين
- Metaphysics – علم ما وراء الطبيعة
- Metapolitics – علم السياسة النظرية
- Metapsychology – دراسة طبيعة عقل الإنسان
- Meteoritics – علم الشهب
- Meteorology – علم الأرصاد الجوية
- Metrics – علم الألحان
- Metrology – علم القياس
- Microanatomy – علم الأنسجة
- Microbiology – علم الأحياء الدقيقة
- Microclimatology – دراسة المناخات المحلية
- Micrology – علم التفاهات
- Micropalaeontology – علم الأحفاير الدقيقة
- Microphytology – دراسة الكائنات النباتية الصغيرة
- Microscopy – دراسة المجاهر
- Mineralogy – علم المعادن
- Molinology – دراسة المطاحن
- Momilogy – علم المومياوات
- Morphology (disambiguation) – علم دراسة الأشكال والبنى
- Muscology – علم النباتات اللاوعائية
- Museology – علم المتاحف
- Musicology – علم الموسيقى
- Mycology – علم الفطريات
- Myology – علم العضلات
- Myrmecology – علم النمل
- Mythology – علم الأساطير

## N
- Naology – علم أبنية الكنائس والمعابد
- Nasology – علم الأنف
- Nautics – علم الملاحة
- Nematology – علم دراسة الديدان الخيطية
- Neonatology – طب حديثي الولادة
- Neossology – علم فراخ الطيور
- Nephology – علم السحاب
- Nephrology – طب الكلى
- Neurobiology – علوم عصبية
- Neurology – طب الأعصاب
- Neuropsychology – علم النفس العصبي
- Neurypnology – علم التنويم المغناطيسي
- Neutrosophy – علم الحياد الفلسفي
- Nomology –علم القوانين العقلية
- Noology – علم المعرفة
- Nosology – علم تصنيف الأمراض
- Nostology – علم الشيخوخة
- Notaphily –جمع الأوراق النقدية
- Numerology – علم الأعداد
- Numismatics – علم العملات
- Nymphology – دراسة الحوريات
- Nanotechnology – علم النانو

## O
- Obstetrics – طب التوليد
- Oceanography – علم جغرافيا المحيطات
- Oceanology – علم المحيطات
- Odontology – طب الأسنان
- Odonatology– علم اليعاسيب
- Oenology – علم الخمر
- Oikology – علم التدبير المنزلي
- Olfactology – علم الشم
- Ombrology – علم الأمطار
- Oncology – علم الأورام
- Oneirology – علم الأحلام
- Onomasiology – علم التمسية
- Onomastics – علم ملائمة الأسماء
- Ontology – علم الوجود
- Oology – علم البيوض
- Ophiology – علم الثعابين
- Ophthalmology – طب العيون
- Optics – علم البصريات
- Optology – علم البصر
- Optometry – علم فحص العيون
- Orchidology – علم الفواكه
- Ornithology – علم الطيور
- Orology – علم الجبال
- Orthoepy –علم النطق
- Orthography – علم التهجئة
- Orthopterology – علم الصراصير
- Oryctology – علم الحفريات
- Osmics – علم الروائح
- Osmology – علم الروائح والشم
- Osphresiology – علم حاسة الشم
- Osteology –علم العظام
- Otology – علم الآذان
- Otorhinolaryngology – طب الأنف والاذن والحنجرة

## P
- Paedology – علم الطفولة
- Paedotrophy – علم تربية الأطفال
- Paidonosology – طب الأطفال
- Palaeoanthropology – علم البشر الأوليين
- Palaeobiology – علم الأحافير
- Palaeoclimatology – علم المناخ القديم
- Palaeolimnology –علم الأسماك القديمة
- Palaeolimnology – علم البحيرات القديمة
- Palaeontology – علم اللإحاثة
- Palaeopedology – علم الترب القديمة
- Paleobotany – علم النباتات القديمة
- Paleo-osteology – علم العظام القديمة
- Palynology – علم الطلع
- Papyrology – علم الأوراق
- Parapsychology – علم ما وراء النفس
- Parasitology – علم الطفيليات
- Paroemiology – علم الأمثال
- Parthenology – علم العذارى
- Pataphysics – علم الحلول الوهمية
- Pathology – علم الأمراض
- Patrology – study of early Christianity
- Pedagogics – علم التربية
- Pedology – علم التربة
- Pelology – علم الطين
- Penology – علم الجرائم والعقوبات
- Periodontics – علم اللثة
- Peristerophily – جمع الحمام
- Pestology – علم الآفات
- Petrology – علم الصخور
- Pharmacognosy – علم العقاقير
- Pharmacology – علم الأدوية
- Pharology – علم المنارات
- Pharyngology – علم الحلق
- Phenology – دراسة الأحداث البيولوجية
- Phenomenology – علم الظواهر
- Philately – علم الطوابعية
- Philematology – علم التقبيل
- Phillumeny – تجميع أعواد الثقاب
- Philology – علم فقه اللغة
- Philosophy – علم الفلسفة
- Phoniatrics – علم تصحيح عيوب الكلام
- Phonology – علم النطقيات
- Photobiology – علم الأحياء الضوئية
- Phraseology – علم ترتيب الجمل والعبارات
- Phrenology – علم فراسة الدماغ
- Phycology – علم الطحالب
- Physics – علم الفيزياء
- Physiology – علم وظائف الأعضاء
- Phytology – علم النباتات
- Piscatology – علم الأسماك
- Pisteology – علم الإيمان
- Planetology – علم الكواكب
- Plutology – علم الاقتصاد السياسي
- Pneumatics – علم خواص الغازات
- Podiatry – علم اضطرابات الأقدام
- Podology – علم الأقدام
- Polemology – علم الحروب
- Pomology – علم نمو الفواكه
- Posology – علم جرع الأدوية
- Potamology – علم الأنهار
- Praxeology – علم كفائة العمل
- Primatology – علم القرود
- Proctology – طب المستقيم
- Prosody – علم نظم الشعر
- Protistology –علم الخلايا
- Proxemics – علم القربيات
- Psalligraphy – فن قص الأوراق لصناعة صور
- Psephology –دراسة إتجاهات التصويت
- Pseudology –علم الكذب
- Pseudoptics –علم الوهم البصري
- Psychobiology –علم النفس الحيوي
- Psychogenetics – علم الوراثة السلوكي
- Psychognosy – علم دراسة الشخصية
- Psychology – علم النفس
- Psychopathology – علم نفس الأمراض
- Psychophysics –علم الطبيعة النفسية
- Pteridology – علم السراخس
- Pterylology – علم ريش الطيور
- Pyretology – علم الأبراج
- Pyrgology –عم المدفعيات
- Pyroballogy – عم المدفعيات
- Pyrography – دراسة الرسم بالحرق على الخشب

## Q
- Quinology – دراسة الكينين

## R
- Raciology – علم العنصرية العلمية
- Radiology – علم الأشعة
- Reflexology – علم المنعكسات
- Rhabdology – علم تقسيم القضبان
- Rhabdology – فن العد باستخدام القضبان
- Rheology – علم الجريان
- Rheumatology – طب الروماتيزم
- Rhinology – طب الأنف
- Rhochrematics – علم إدارة المخزون والمنتجات
- Runology – علم اللغة الرونية.

## S
- Sarcology – دراسة الأعضاء السمينة في السم
- Satanology – دراسة الشياطين
- Scatology – دراسة الأدب الفاحش
- Schematonics – فن الإيماء
- Sciagraphy – فن التظليل
- Scripophily – مع الأسهم
- Sedimentology – علم الرواسب
- Seismology – علم الزلازل
- Selenodesy – دراسة شكل القمر
- Selenology – علم القمر
- Semantics – علم الدلالة
- Semantology – علم معاني الكلمات
- Semasiology – علم العبارة
- Semiology – علم العلامات
- Semiotics – علم الرموز
- Serology – علم الأمصال
- Sexology – علم الجنس
- Siderography – فن الطباعة على المعادن
- Sigillography – علم الأختام
- Significs – علم المعاني
- Silvics – علم حياة الأشجار
- Sindonology – دراسة كفن تورين
- Sinology – دراسة الصين
- Sitology – علم الأغذية
- Sociobiology – علم الأحياء الاجتماعي
- Sociology – علم الاجتماع
- Somatology – علم خصائص المادة
- Sophiology – علم الأفكار
- Soteriology – علم الخلاص
- Spectrology – علم المطيافية
- Spectroscopy – علم آثار الطيف
- Speleology – علم الإستغوار
- Spermology – علم البذور
- Sphagnology – دراسة الطحالب
- Sphragistics – دراسة البذور والقشور
- Sphygmology – دراسة النبض
- Splanchnology – علم الأحشاء
- Spongology – علم الإسفنجيات
- Stasiology – علم الأحزاب السياسية
- Statics – علم السكون
- Stemmatology – علم دراسة العلاقات بين النصوص
- Stoichiology – علم أنسجة الحيوانات
- Stomatology – طب الفم
- Storiology – دراسة الحكايا الشعبية
- Stratigraphy –علم وصف طبقات الأرض
- Stratography – فن قيادة الجيوش
- Stylometry – دراسة الأدب عن طريق التحليل الإحصائي
- Suicidology – علم الانتحار
- Symbology – علم الرموز
- Symptomatology – علم الأعراض (طب)
- Synecology – علم الجتمعات البيئية
- Synectics – دراسة عمليات الإخترع
- Syntax – علم النحو
- Syphilology – دراسة الزهري (طب)
- Systematology – دراسة الأنظمة

## T
- Taxidermy – فن تحنيط الحيوانات
- Taxonomy - علم التصنيف
- Tectonics – علم التكتونيات
- Tegestology – دراسة حصر البيرة
- Teleology – علم الغائية
- Telmatology – دراسة المستنقعات
- Teratology – علم المسوخ
- Teuthology – دراسة رأسيات الأرجل
- Textology – دراسة لسانيات النص
- Thalassography – علم البحار
- Thanatology – دراسة عادات الموت
- Thaumatology – دراسة المعجزات
- Theology – علم اللاهوت
- Theriatrics – الطب البيطري
- Theriogenology – علم التوليد البيطري
- Thermodynamics – علم الديناميكا الحرارية
- Thermokinematics – دراسة حركة الحرارة
- Thermology – علم الحرارة
- Therology – علم الثدييات
- Thremmatology – علم تربية الحيوانات
- Threpsology – علم التغذية
- Tidology – علم المد والجزر
- Timbrology – دراسة الطوابع البريدية
- Tocology – طب النساء والتوليد
- Tonetics –علم اللفظ
- Topology – علم المكان (طوبولوجيا)
- Toponymics – دراسة أسماء الأماكن
- Toreutics – دراسة الأعمال الفنية المعدنية
- Toxicology – علم السموم
- Toxophily – دراسة النبالة
- Traumatology – دراسة الروح وآثارها
- Tribology – علم الاحتكاك
- Trichology – دراسة الشعر وإضطراباته
- Trophology – دراسة التغذية
- Tsiganology – دراسة الغجر
- Turnery – فن الخراطة
- Typhlology – علم العمى
- Typography – فن الطباعة
- Typology (disambiguation) – علم الأنواع

## U
- Uranography – علم رسم الخرائط
- Uranology – علم الكون
- Urbanology – دراسة المدن
- Urenology – دارسة الصدأ
- Urology – طب الجهاز البولي

## V
- Venereology – طب الأمراض الجنسية
- Vexillology – علم الرايات
- Victimology – علم الضحايا
- Vinology – علم صناعة النبيذ
- Virology – علم الفيروسات
- Vitrics – دراسة المواد الزجاجية
- Volcanology – علم البراكين
- Vulcanology – study of volcanoes

## X
- Xylography – فن الخشيب
- Xylology – علم الأخشاب

## Z
- Zenography – دراسة كوكب المشتري
- Zoiatrics – الجراحة البيطرية
- Zooarchaeology – علم آثار الحيوان
- Zoochemistry – كيمياء الحيوانات
- Zoogeography – علم الجغرافيا الحيوانية
- Zoogeology – علم بقايا الحيوانات الاحفورية
- Zoology – علم الحيوان
- Zoonomy – علم وظائف الأعضاء الحيوانية
- Zoonosology – علم الأمراض الحيوانية
- Zoopathology – علم الأمراض الحيوانية
- Zoophysics – فيزياء جسم الحيوانات
- Zoophysiology – دراسة علم وظائف أعضاء الحيوانات
- Zoophytology – دراسة الحيوانات المشابهة للنباتات
- Zoosemiotics – علم تواصل الحيوانات
- Zootaxy – علم تصنيف الحيوانات
- Zootechnics – علم تربية الحيوانات
- Zygology – علم التثبيت
- Zymology – علم التخمير
- Zymurgy – علم كيمياء التخمير